# Zeitschrift für Geomorphologie
Il Zeitschrift für Geomorphologie è una rivista scientifica sulla geomorfologia. Il giornale è indicizzato in Science Citation Index, GeoRef, Geodok e Scopus.